# Daisuke Ichikawa
Daisuke Ichikawa (市川 大祐, Ichikawa Daisuke, Shizuoka, 14 mei 1980) is een Japans voormalig voetballer die als verdediger speelde.

## Carrière
Daisuke Ichikawa speelde tussen 1998 en 2011 voor Shimizu S-Pulse en Ventforet Kofu. Hij tekende in 2012 bij Mito HollyHock en in 2013 bij Fujieda MYFC.

## Japans voetbalelftal
Daisuke Ichikawa debuteerde in 1998 in het Japans nationaal elftal en speelde 10 interlands.

## Statistieken
| Japans voetbalelftal | Japans voetbalelftal | Japans voetbalelftal |
| Jaar                 | Wed.                 | Dlp.                 |
| -------------------- | -------------------- | -------------------- |
| 1998                 | 1                    | 0                    |
| 1999                 | 0                    | 0                    |
| 2000                 | 0                    | 0                    |
| 2001                 | 0                    | 0                    |
| 2002                 | 9                    | 0                    |
| Totaal               | 10                   | 0                    |